# Eria albiflora
Eria albiflora är en orkidéart som beskrevs av Robert Allen Rolfe. Eria albiflora ingår i släktet Eria och familjen orkidéer. Inga underarter finns listade i Catalogue of Life.